# 동슬라보니아 바라냐 서시르미아 (1995년~1998년)
동슬라보니아 바라냐 서시르미아(세르비아어: Источна Славонија, Барања и Западни Срем, 크로아티아어: Istočna Slavonija, Baranja i Zapadni Srijem) 혹은 통상적으로 동슬라보니아(세르비아어: Источна Славонија, 크로아티아어: Istočna Slavonija)는 다뉴브강을 따라 크로아티아 영토에 있던 단명한 세르브계 크로아티아인의 행정체였다.
이 행정체는 1991년 수립된 동슬라보니아 바라냐 서시르미아 세르브인 자치주와 동일한 영토를 총괄했으며 자칭 세르비아 크라이나 공화국에 합병된 월경지이다. 1995년 크로아티아 독립 전쟁이 끝날 무렵 세르비아 크라이나 공화국이 패배하자 동슬라보니아 지역 영토는 3년동안 그대로 유지되었고 이 기간 대신 상당한 변화를 겪으며 유엔 동슬라보니아 바라냐 서시르미움 과도행정기구(UNTAES)로 평화롭게 통합되었다.
1995년 8월부터 1996년 1월까지 이 지역은 세르비아 크라이나 공화국의 잔존국으로 기능했다. 이 시기는 크로아티아의 군사 공세에 대한 불안과 기대가 높아진 시기이다. 1995년 11월 12일 국제 사회(주로 미국, 유엔, 및 다양한 유럽 국가)의 상당한 지원으로 에르두트 협정을 체결해 동슬라보니아 지역의 분쟁을 피하는 외교책에 도달했다.
UNTAES가 이 지역의 실질적인 정부가 된 후 1996년 1월부터 동슬라보니아 바라냐 서시르미움 지역의 조정기관이 이 지역 세르브인 공동체의 연합대표기관으로 기능하기 시작했다.

## 정부 내각

### 조정위원회 의장
- 슬라브코 도크마노비치 (1995년 8월 7일~1996년 4월 22일)
- 고란 하지치 (1996년 4월 23일[6]~1998년 1월 15일)

### 행정위원회 의장
- 보리슬라브 드르자이치 (1995년 8월 7일~1996년)
- 보이슬라브 스타니미로비치 (1996년 4월 23일[6]~1997년 5월 29일[6])

## 같이 보기
- 유엔이 통치 중인 영토 목록